# مؤسسة ويتاكر
كانت مؤسسة ويتاكر مقرها في أرلينغتون بولاية فرجينيا، وكانت منظمة تدعم في المقام الأول التعليم والبحوث الهندسية الطبية الحيوية، ولكنها دعمت أيضًا أشكالًا أخرى من الأبحاث الطبية. وقد تم تأسيسها وتمويلها من قبل يو.أ.ويتاكر في عام 1975 عند وفاته مع دعم إضافي يأتي من زوجته هيلين ويتاكر عند وفاتها في عام 1982. وساهمت المؤسسة بأكثر من 700 مليون دولار في مختلف الجامعات وكليات الطب. وقررت المؤسسة إنفاق مواردها المالية على مدى فترة محدودة، بدلاً من إنشاء منظمة موجودة إلى الأبد، من أجل تحقيق أقصى قدر من التأثير. أغلقت مؤسسة ويتاكر في 30 يونيو 2006. ساعدت المؤسسة في إنشاء 30 برنامجًا للهندسة الطبية الحيوية في جامعات مختلفة في الولايات المتحدة، كما ساعدت في تمويل بناء 13 مبنى، يحمل الكثير منها اسم «ويتيكر» في شكل ما.

## برنامج ويتاكر الدولي للزملاء والباحثين
قام برنامج ويتاكر الدولي للزملاء والعلماء بتمويل أكثر من 400 زميل باحث في مرحلة ما قبل الدكتوراه وباحثين ما بعد الدكتوراه بين عامي 2011 و2018 لإجراء أبحاث الطب الحيوي خارج الولايات المتحدة. وقد أدار البرنامج معهد التعليم الدولي، الذي يدير أيضا برنامج فولبرايت. بالإضافة إلى الأبحاث المختبرية التقليدية، قام برنامج ويتاكر الدولي أيضاً بتمويل التدريب الداخلي في مجال السياسة العلمية والبرامج التعليمية القائمة على الفصول الدراسية. وقد تم تقديم المنح الأخيرة في عام 2018، ومع ذلك، يواصل البرنامج متابعة المبادرات الختامية التي تطور وتعزز القيادة في الهندسة الطبية الحيوية، مع التركيز الدولي.

## روابط خارجية
- The Whitaker Foundation
- Whitaker International Fellows and Scholars Program